# Grussan
Grussan (en francès Gruissan) és un municipi francès situat al departament de l'Aude i a la regió d'Occitània.